# Podvolovljek
Podvolovljek este o localitate din comuna Luče, Slovenia, cu o populație de 202 locuitori.